# Dendrogaster deformator
Dendrogaster deformator is een kreeftachtigensoort uit de familie van de Dendrogastridae. De wetenschappelijke naam van de soort is voor het eerst geldig gepubliceerd in 1990 door Grygier.